# Campina Grande (tiểu vùng)
Campina Grande là một tiểu vùng thuộc bang Paraíba, Brasil. Tiều vùng này có diện tích 2113 km², dân số năm 2007 là 462101 người.